# ناصرالدین باقری
ناصرالدین باقری سیاست‌مدار ایرانی بود، که در دوره بیست و چهارم مجلس شورای ملی بعنوان نماینده قائمشهر از استان مازندران در مجلس شورای ملی حضور داشت.